# Лигачова-Чернолуцька Наталія Львівна
Ната́лія Льві́вна Лигачо́ва-Чернолу́цька (нар. 5 січня 1962, Владивосток, Російська РФСР, СРСР) — українська журналістка та громадська діячка. Шеф-редакторка інтернет-видання «Детектор медіа» (з 2015 року).  Член правління МФ «Відродження» (з 2015 року). Голова правління ГО «Детектор медіа» (з січня 2004 року; у 2004—2016 роках організація мала назву ГО «Телекритика»; 27 квітня 2016 року ГО «Телекритика» змінила назву на «Детектор медіа»).
У минулому шеф-редакторка інтернет-видання «Телекритика» (2001—2015), директор ТОВ «Телекритика» (2006—2015).

## Життєпис
Народилася 5 січня 1962 року в місті Владивосток у Росії.
1965 року разом із родиною переїхала до міста Нікополь Дніпропетровської області, де проживала рідня матері, Алли Лігачової (1928—2010).
Кар'єру журналістки розпочала в 1984 році в Держкомтелерадіо УРСР. 

### Родина
- Чоловік — Дмитро Чернолуцький, 1957 р.н., співробітник факультету радіофізики Київського національного університету ім. Т. Г. Шевченка.
- Донька — Катерина Чернолуцька, 1991 р.н., випускниця Українського гуманітарного ліцею КНУ, бакалавр Кінгстонського університету, Лондон (2012 рік).

### Освіта
Київський державний університет ім. Т. Шевченка, факультет журналістки (1979-1984).

### Кар'єра
- 1984—1992 — редакторка відділу соціологічних досліджень, редакторка головної редакції кінопрограм, співавторка програм «Все про кіно», «Кіно без гри», Держтелерадіо УРСР, Державна телерадіомовна компанія України.
- 1992—1995  — оглядачка, заступниця редактора відділу культури, газета «Киевские Ведомости».
- 1995 — позаштатна кореспондентка газети «Дзеркало тижня».
- 1996 — редакторка відділу світської хроніки, журнал «Натали».
- 1996 — оглядачка відділу культури, газета «День».
- 1997—2000 — редакторка відділу ЗМІ та громадської думки, газета «День».
- 2000—2001  — заступниця головного редактора, газета «День».[4]
- 2001—2015 — шеф-редакторка інтернет-видання про українські медіа «Телекритика». Сайт початково створено за фінансового сприяння Посольства США в Україні та міжнародної громадської організації «Інтерньюз-Україна», згодом протягом перших кількох років, сайт фінансово підтримували Фонд «Національний інститут демократії» (США), Фонд «Відродження» та інші західні грантодавці. З 2011 року входить до групи компаній «1+1» (до того — до медіа-холдингу «Главред-медіа»).[5]
- 2006 — донині — засновниця і голова правління ГО «Детектор медіа» (у 2006—2015 мало назву ГО «Телекритика»).
- 2015 — донині — шеф-редакторка інтернет-видання про українські медіа «Детектор медіа».[4]

## Членство в урядових та громадських установах
- Член Національної спілки журналістів України.
- Член Міжвідомчої робочої групи з аналізу стану додержання законодавства про свободу слова та захист прав журналістів (з 2011 року).
- Член Громадської ради при Держкомтелерадіо України.
- Член Національної комісії з утвердження свободи слова та розвитку інформаційної галузі при Президенті України (2005—2009);
- Член Громадської ради при Національній раді України з питань телебачення і радіомовлення (2005—2007),
- Член Громадської ради при Комітеті з питань свободи слова та інформації Верховної Ради України (2003—2008).
- Член Київської незалежної медіа-профспілки та Незалежної медіа-профспілки України.
- Голова Незалежної медійної ради (з 2016 року)[6].

## Нагороди та визнання
- Заслужений журналіст України (з червня 2007 року).
- Internews Netvork «Лідерство в ЗМІ» (США, 2008 рік)
- Премія імені Герда Буцеріуса «Вільна преса Східної Європи[ru]» (2011 рік)
- Учасник рейтингу «100 найвпливовіших жінок України» (журнал «Фокус», 2006, 2007, 2008, 2009, 2010, 2011, 2012 роки).
- Нагрудний знак Національної ради України з питань телебачення та радіомовлення «За розбудову телерадіоінформаційного простору України» (? рік).
- премії Національної спілки журналістів України ім. І. Лубченка (2013).
- Відзнака Президента України — ювілейна медаль «25 років незалежності України» (2016).[7]

## Книги
Наталія Лигачова є співавторкою, редакторкою та упорядницею книжок:
1. «Журналістська осінь-2002. Дискусія про тиск та політичну цензуру в українських медіа» (2003).
2. «Телебачення спецоперацій. Маніпулятивні технології в інформаційно-аналітичних програмах українського телебачення: моніторинг, методи визначення та засоби протидії» (2003).
3. «Інформаційні війни. Моніторинг теленовин та медіатехнологій під час президентської кампанії-2004 в Україні» (2005).
4. «Журналістська революція-2004. Події, люди, дискусії» (2005).
5. «Джинсова» свобода. Роль медіа у парламентській виборчій кампанії-2006" (2006).

## Інтернет-представництва
- Колонка на «Телекритиці»  (мертве посилання, остання архівна версія від 7 липня 2015 року)
- Natalya Ligacheva у соцмережі «Facebook» (рос.)